# Bignonia
Bignonia és un gènere de plantes de la família Bignoniaceae que té 499 espècies d'arbres.

## Taxonomia
- Bignonia acumata
- Bignonia aequinoctialis
- Bignonia binata
- Bignonia bracteomana
- Bignonia capreolata
- Bignonia chelonoides
- Bignonia callistegioides
- Bignonia campanulata
- Bignonia catalpa
- Bignonia convolvuloides
- Bignonia corymbosa
- Bignonia costata
- Bignonia longiflora
- Bignonia phellosperma
- Bignonia suaveolens